# 국제업무지구역
국제업무지구(센트로드)역(Int'l Business District(Centroad)Staion, 國際業務地區驛)은 인천광역시 연수구 송도4동에 있는 인천 도시철도 1호선의 지하철역이다. 심야에 3편성이 주박한다.
1번 출입구는 송도 센트로드 선큰 광장과 연결돼있다.

## 역사
- 2008년 9월 8일: 국제업무지구역으로 역명 결정[1]
- 2009년 6월 1일: 인천 도시철도 1호선 송도국제도시 연장선 동막 ~ 국제업무지구 구간 개통과 함께 종착역으로 영업 개시
- 2020년 12월 12일: 국제업무지구 ~ 송도달빛축제공원 구간 개통되며 중간역으로 전환

## 역 구조
2면 3선 쌍섬식 승강장이 있는 지하역이다. 스크린도어가 설치되어 있다.

### 승강장
| 센트럴파크 ↑        |
| \| 하 X \| 상 상 \| |
| ↓ 송도달빛축제공원  |

| 하 X(막차시간대 당역종착 한정 운행 ) | ● 인천 도시철도 1호선 | 송도달빛축제공원 방면                        |
| 상 상(평일 17시 25분 한정 운행)      | ● 인천 도시철도 1호선 | 원인재 · 인천시청 · 부평 · 검단호수공원 방면 |

- 내리는 문의 위치
  - 상행 열차: 오른쪽
  - 하행 열차: 왼쪽

- 승강장 번호는 없다.

## 대중 문화
- 매년 8월초 펜타포트 락 페스티벌이 이 역 부근 송도달빛축제공원에서 개최된다.
- 싸이의 노래 《강남스타일》 뮤직 비디오의 일부 장면이 이 역에서 촬영되었다.

## 이용객 변동
2009년 자료는 개통일인 2009년 6월 1일부터 12월 31일까지인 214일 기준으로 환산한 것이다.
| 노선      | 노선   | 일평균 인원수 (명/일) | 일평균 인원수 (명/일) | 일평균 인원수 (명/일) | 일평균 인원수 (명/일) | 일평균 인원수 (명/일) | 일평균 인원수 (명/일) | 일평균 인원수 (명/일) | 일평균 인원수 (명/일) | 일평균 인원수 (명/일) | 각주  |
| 노선      | 노선   | 2009년                | 2010년                | 2011년                | 2012년                | 2013년                | 2014년                | 2015년                | 2016년                | 2017년                | 각주  |
| --------- | ------ | --------------------- | --------------------- | --------------------- | --------------------- | --------------------- | --------------------- | --------------------- | --------------------- | --------------------- | ----- |
| 인천1호선 | 승차   | 209                   | 203                   | 191                   | 190                   | 347                   | 546                   | 626                   | 608                   | 659                   | [ 2 ] |
| 인천1호선 | 하차   | 226                   | 209                   | 201                   | 202                   | 370                   | 573                   | 655                   | 639                   | 708                   | [ 2 ] |
| 인천1호선 | 승하차 | 255                   | 412                   | 392                   | 393                   | 716                   | 1,119                 | 1,281                 | 1,247                 | 1,367                 | [ 2 ] |
| 노선      | 노선   | 2018년                | 2019년                | 2020년                | 2021년                | 2022년                |                       |                       |                       |                       | [ 2 ] |
| 인천1호선 | 승차   |                       |                       |                       |                       |                       |                       |                       |                       |                       | [ 2 ] |
| 인천1호선 | 하차   |                       |                       |                       |                       |                       |                       |                       |                       |                       | [ 2 ] |
| 인천1호선 | 승하차 | 1,748                 | 3,347                 | 3,487                 | 1,701                 | 2,002                 |                       |                       |                       |                       | [ 2 ] |

## 인접한 역
| 인천 도시철도 1호선               | 인천 도시철도 1호선   | 인천 도시철도 1호선        |
| --------------------------------- | --------------------- | -------------------------- |
| I137 센트럴파크 검단호수공원 방면 | ● 인천 도시철도 1호선 | I139 송도달빛축제공원 방면 |

## 사진

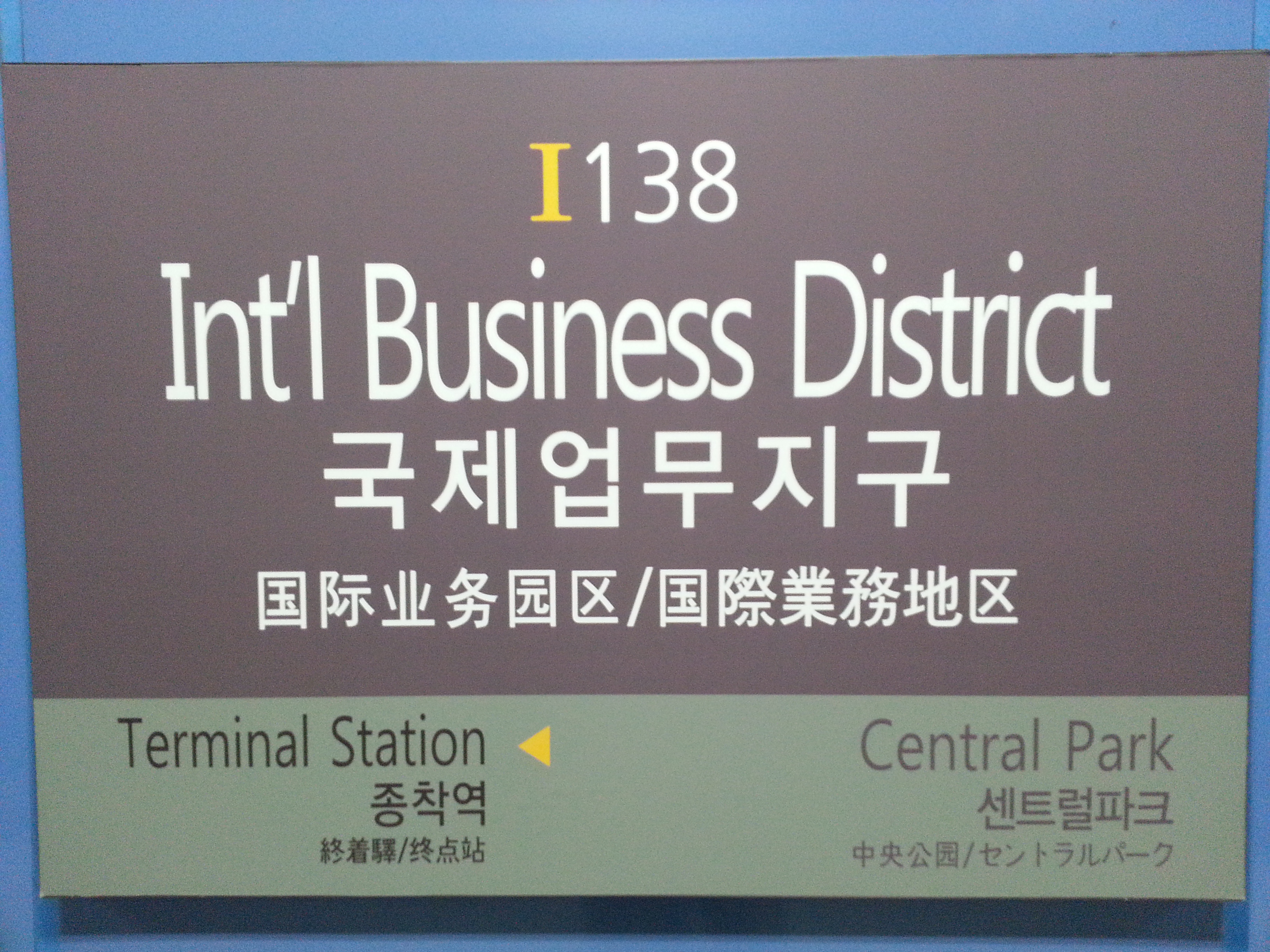
종착 승강장 부착식 역명판 (송도달빛축제공원역 방면엔 없다.)